# Dendrerpeton
Dendrerpeton is een geslacht van uitgestorven temnospondyle Batrachomorpha (basale 'amfibieën'). De fossielen zijn voornamelijk gevonden in de Joggins-formatie in Oost-Canada en in Ierland. Het leefde tijdens het Carboon en zou ongeveer 309-316 miljoen jaar oud zijn, wat meer specifiek overeenkomt met het Westfalien. Van de evolutie van de landbewonende temnospondyle amfibieën vertegenwoordigt het de eerste fase. Hoewel er meerdere soorten zijn voorgesteld, is de soort die unaniem wordt erkend Dendrerpeton acadianum. Deze soortaanduiding komt van Acadië, de naam voor de oude Franse kolonie in Nova Scotia. Het verwijst naar de locatie van het kolenveld waar het fossiel werd gevonden.

## Beschrijving
De lengte van Dendrerpeton is ongeveer vijfendertig centimeter lang volgens de metingen die zijn gedaan op het bijna volledig in verband liggende skelet, waarbij in gedachten wordt gehouden dat er een kort deel van de staart aan de achterkant ontbrak. Bovendien werd verklaard dat de maximale lengte maximaal een meter zou kunnen zijn.

### Schedel en skelet
De lengte van de schedel kan variëren van vierentachtig millimeter tot honderdvier millimeter voor de lengte van de middenlijn. Door de analyse van het middenoorgebied van Dendrerpeton acadianum kon worden vastgesteld dat deze taxa een tympanicum hadden dat er niet was als ondersteuning voor het palatoquadratum: een trommelvlies, zoals de plaatsing van de stijgbeugel aangeeft, werd gebruikt voor de verplaatsing van geluidstrillingen. Deze morfologie toont aan dat Dendrerpeton een gehoorsysteem heeft dat dat van Anura nabootst. Dit was in tegenstelling tot wat eerder werd gedacht, namelijk dat het een squamosale inham had in plaats van een otische inkeping. Een otische inkeping kan nu echter worden beschouwd als een kenmerk van deze taxa. Ook aanwezig zijn interpterygoïde vensters en een paar palatinale slagtanden in het ploegschaarbeen die aan de binnenzijde van de interne neusgaten liggen. Palatale slagtandparen zijn ook te vinden in de ectopterygoïde en het verhemeltebeen.

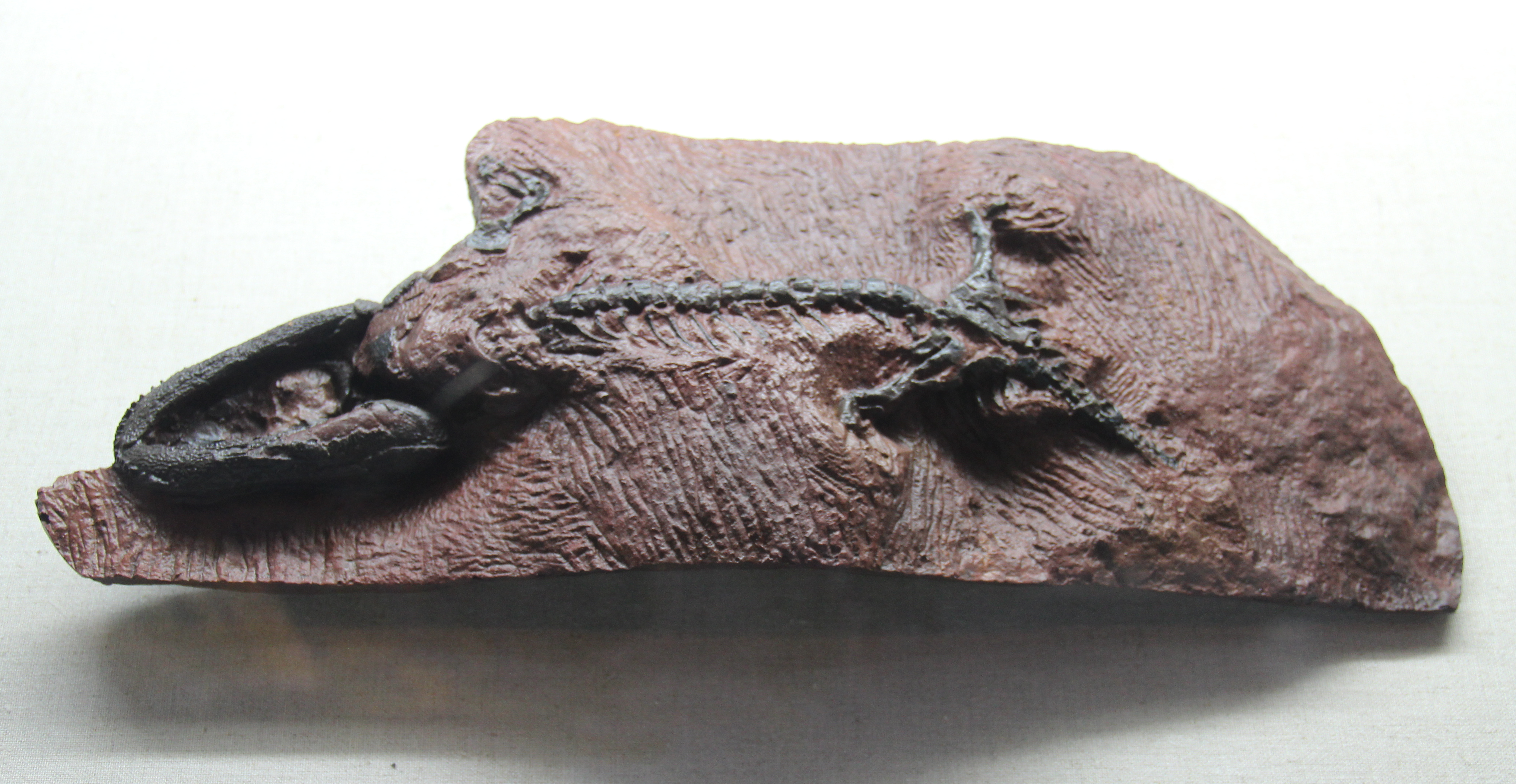
Een goed bewaard skelet

Wat de onderkaak betreft, als het dier een prooi had gevangen, was het in staat om het naar het getande verhemelte te krijgen omdat de onderkaken niet versmald zijn. Het dentarium is in de onderkaak het grootste bot. Er leken ook ongeveer veertig tot vijftig tanden te zijn gevonden op elke kaak onder en boven (aldaar zowel op de premaxilla als de maxilla): de 'marginale' tanden. Met deze tanden kon Dendrerpeton zowel grotere prooien vangen als ook insecten, wat bevestigd werd door de aanwezigheid van, overigens vaak nog niet zo kleine, insecten in de kolenbossen. De wanden van de schedelbotten zijn bedekt met tandjes. Het schedeldak heeft een foramen parietale ofwel derde oog.

### Post-craniaal skelet

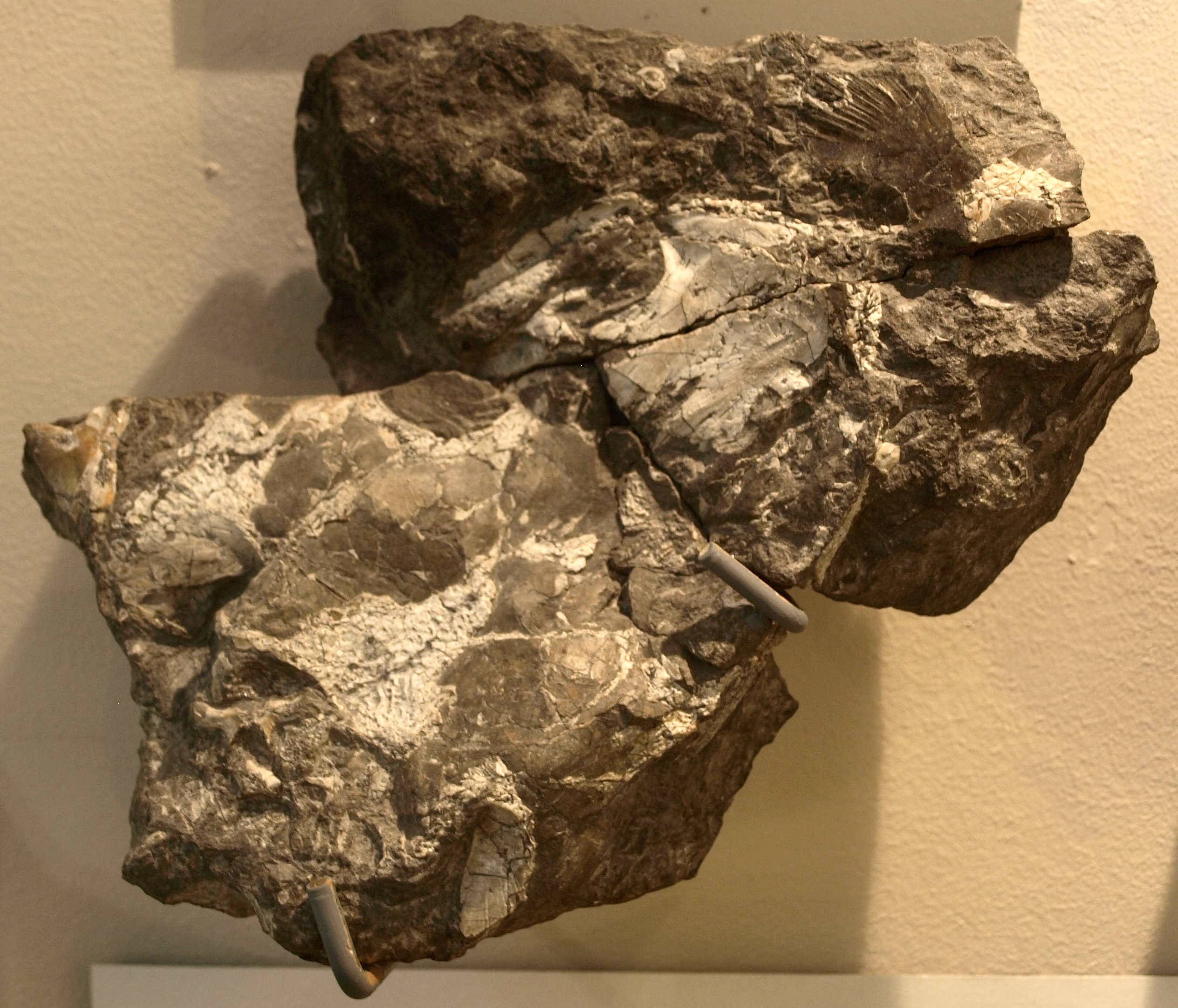
Meestal is de kwaliteit van de fossielen veel minder

Binnen de wervelkolom is het intercentrum kleiner is dan de ruitvormige gepaarde pleurocentra en dat de achterzijde van het centrum een hol vlak heeft waarin het opvolgende intercentrum past. De notochorda werd omgeven door een verdikte wand gevormd door de intercentra. Er was waarschijnlijk geen lange staart aanwezig. Wat de ribben betreft, deze zijn over het algemeen kort en kraakbeen lijkt een zwelling op het uiteinde van de schacht verdikt te hebben.

## Geschiedenis en ontdekking
Het geslacht werd in 1856 benoemd door Richard Owen. De geslachtsnaam betekent 'boomkruiper'. Het lectotype is BMNH R4158.
De meerderheid van de ontdekte fossielen van Dendrerpeton, waren uiteengevallen vanwege de manier waarop ze waren gevormd. Ze worden vaak gevonden in boomstronken van Lycopodium, Sigillaria en Calamites, die door rotting hol werden, in de Parrsboro-formatie en de Joggins-formatie in Nova Scotia. Er zijn ook in verband liggende exemplaren gevonden in Ierland bij de Jarrow Colliery. Ze bleken echter te zijn omgeven door een substantie met een zeer lage pH-waarde, dus een enorme zuurgraad. Hoewel niet alle exemplaren in gelijke mate werden aangetast en sommige goed bewaard bleven, waren velen door deze pH ernstig beschadigd.
In 1861 werd een van de eerste skeletten van Dendrerpeton acadianum bijna in zijn geheel ontdekt door J.W. Dawson in het zuiden van Joggins, Nova Scotia. Het maakte deel uit van een boomstam en waarschijnlijk was deze stam waarin het dier had gezeten ongeveer honderdtwintig centimeter diep. Het skelet bleef behouden omdat de bast bewaard was gebleven in bitumineuze steenkool. In 1998 kwam het eerste volledig in verband liggende skelet van Dendrerpeton acadianum aan het licht, opnieuw uit de Joggins-formatie van Nova Scotia. Het was in wezen niet verstoord, en in dit geval bevond het zich niet in een boom, maar in een rotsblok dat op een strand werd gevonden. Dit exemplaar bood de mogelijkheid voor een dieper begrip van het skelet van dit taxon vanwege zijn driedimensionaliteit en het goed behouden detail.

## Paleomilieu en geologie
Dendrerpeton is vooral in Nova Scotia aangetroffen, met name in de Joggins-formatie. Er is echter ook fossiel bewijs voor een  aanwezigheid in Ierland. Daar bestond het ecosysteem uit de typische steenkoolmoerassen van het Carboon. Nova Scotia toont moerassen, evenals kliffen langs de kust met een aanzienlijke erosie en sedimentatie. Dat wijst erop dat het algemene klimaat vrij nat was, zij het onderbroken door drogere omstandigheden. Regelmatige branden zijn af te leiden uit de fossiele houtskool. De overvloed aan fossielen die in de boomstronken worden gevonden, en dan met name van Dendrerpeton, kan verklaard worden doordat de dieren beschutting en bescherming zochten door zich te verstoppen in de vervallen holle kernen van de bomen, een hypothese ontwikkeld door Andrew Scott. In plaats van opzettelijk naar de bomen proberen te ontsnappen, zouden de dieren daar ook per ongeluk vast hebben komen zitten. Dit is het waarschijnlijkst voor landdieren zoals Dendrerpeton, maar aquatische taxa kunnen gedurende een bepaalde periode de stronken als hun normale habitat hebben gebruikt, gezien de vondst van versteende uitwerpselen bij de fossielen. De basale positie van Dendrerpeton in de Temnospondyli wijst op een voorkomen dat beperkt was tot het Carboon.

## Classificatie

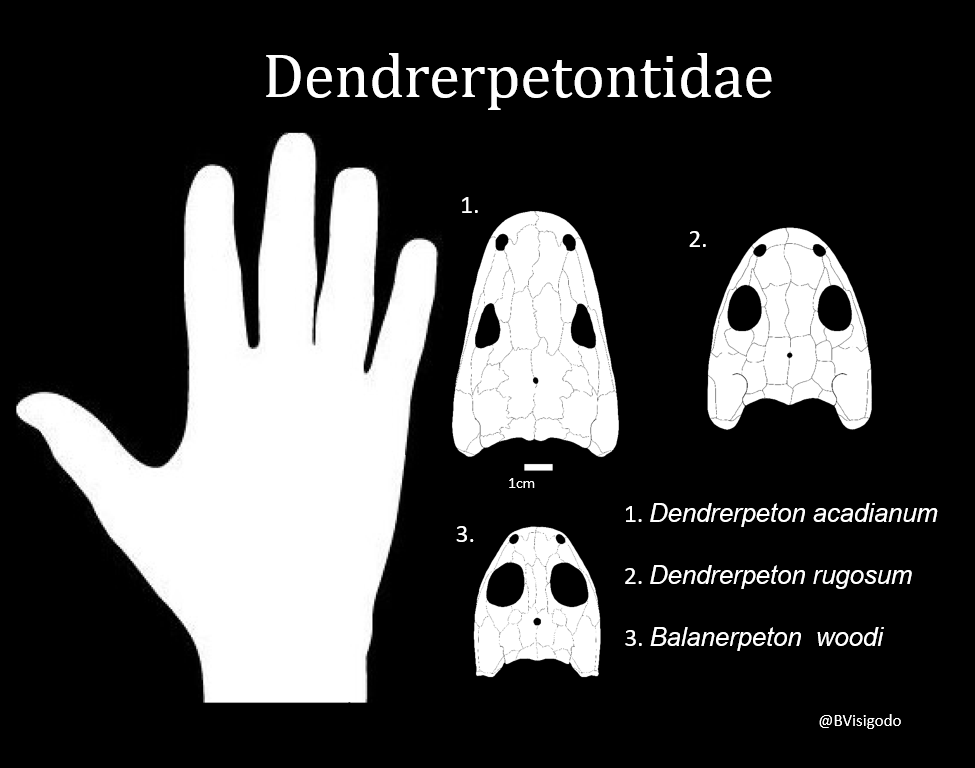
Diagram van Dendrerpetontidae

Dendrerpeton is een geslacht in de familie Dendrerpetontidae die zowel Balanerpeton als Dendrerpeton omvat. Het maakt deel uit van de clade Temnospondyli. Naast de typesoort Dendrerpeton acadianum zijn ook andere soortnamen voorgesteld. Het is omstreden of deze geldig zijn. Zo is van Dendrerpeton oweni door Robert Carroll beweerd dat het geen onderscheidende kenmerken had en een juveniel exmplaar van Dendrerpeton acadianum vertegenwoordigde.

## Soorten
- Dendrerpeton acadianum
- Dendrerpeton annectens Bolt 1991
- Dendrerpeton confusum Milner 1996
- Dendrerpeton oweni Dawson 1863, op basis van specimen RM 2.1121. Dit is vermoedelijk een jonger synoniem van D. acadianum.
- Dendrerpeton rugosum Huxley 1867, op basis van specimen TCD T84